# Tomopterna krugerensis
Tomopterna krugerensis är en groddjursart som beskrevs av Neville Passmore och Carruthers 1975. Tomopterna krugerensis ingår i släktet Tomopterna och familjen Pyxicephalidae. IUCN kategoriserar arten globalt som livskraftig. Inga underarter finns listade i Catalogue of Life.